# Iran Malfitano
Iran Malfitano Arantes Filho, bardziej znany jako Iran Malfitano (ur. 5 października 1981 w Belo Horizonte) – brazylijski aktor.

## Wczesne lata
Urodził się w Belo Horizonte, w stanie Minas Gerais jako jedyny syn nauczycielki tańca Cecílii i lekarza Irana Malfitano. Gdy miał zaledwie trzy miesiące, wraz z rodziną przeprowadził się do Vitórii w stanie Espírito Santo. Jego rodzina była pochodzenia włoskiego. Wychowywał się z dwiema siostrami – Thaízą i Luízą. W wieku 16 lat uczęszczał na kurs aktorski organizowany w telewizji.

## Kariera
Swoją karierę rozpoczął od udziału w telenowelach TV Globo: Laços de Família (2000) i Bang Bang (2005). W ósmym sezonie telenoweli Malhação (2001–2002) został obsadzony w roli Guilherme’a Ferreiry. W telenoweli Kobry i jaszczurki (Cobras & Lagartos, 2006) wystąpił jako poszukiwacz złota Teotônio „Téo” Miranda. W 2007 dołączył do obsady telenoweli Rede TV! Zdesperowane gospodynie domowe (Donas de Casa Desesperadas) w roli João. W telenoweli Ulubienica (A Favorita, 2008) zagrał homoseksualistę Orlanda „Orlandinho” Queiroza.
W lutym 2009 podpisał kontrakt z RecordTV, gdzie pozostał do 2016, występując m.in. w sitcomie Szalona rodzina (Louca Família, 2009) w roli Dody czy Gênesis (2021) jako Tubal-Kain. Od 6 września 2022 był jednym z uczestników czternastego sezonu reality show A Fazenda na antenie RecordTV, w którym zajął trzecie miejsce z 3,83% głosów.

## Życie prywatne
Był żonaty z dyrektorką marketingu Elaine Albano, z którą ma córkę Laurę (ur. 2 lipca 2011). W styczniu 2023 zaczął spotykać się z aktorką Bárbarą Borges. 

## Wybrana filmografia
- 1999: Malhação (Centrum) jako Kadu
- 2000: Więzy rodzinne (Laços de Família) jako młody Pedro Lacerda
- 2001-2003: Malhação (Centrum) jako Guilherme 'Gui' Ferreira
- 2003-2004: Kubanacan jako Carlito / Camachito
- 2004: Linha Direta
- 2006: Bang Bang jako Mac Mac
- 2006: Kobry i jaszczurki (Cobras & Lagartos) jako Téo
- 2007: Gotowe na wszystko (Donas de Casa Desesperadas) jako João
- 2008-2009: Ulubienica (A Favorita) jako Orlandinho Queiroz
- 2009: Zwariowana rodzina (Louca Família) jako Dody
- 2009-2010: Piękna, brzydki (Bela, a Feia) jako Adriano gomes Ávila
- 2012: Król Dawid (Rei Davi) jako Abner
- 2013: Józef z Egiptu (José do Egito) jako Hapū
- 2013: Pecado Mortal jako Pedro
- 2016: Ziemia Obiecana (A Terra Prometida) jako niewolnik Yussuf